# Breslauer Fußballmeisterschaft 1904/05

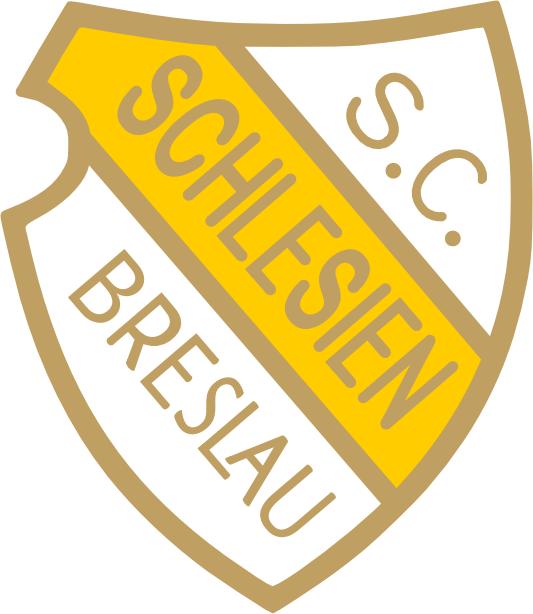
SC Schlesien Breslau – Meister des Verbandes Breslauer Ballspiel-Vereine

Die Breslauer Fußballmeisterschaft 1904/05 war die dritte vom Verband Breslauer Ballspiel-Vereine (VBBV) ausgetragene Breslauer Fußballmeisterschaft. Die im Rundenturnier ausgetragene Meisterschaft sicherte sich zum zweiten Mal der SC Schlesien Breslau. Erstmals durfte der Breslauer Fußballmeister an der deutschen Fußballmeisterschaft teilnehmen. Bei der deutschen Fußballmeisterschaft 1904/05 traf Schlesien Breslau in der 1. Ausscheidungsrunde auf den Sieger des Verbandes Niederlausitzer Ballspiel-Vereine, SC Alemannia Cottbus, und konnte dieses in Dresden ausgetragene Spiel mit 5:1 gewinnen. In der 2. Ausscheidungsrunde sollte Breslau ursprünglich auf den Magdeburger FC Viktoria 1896 treffen, auf Grund zu hoher Reisekosten verzichtete Breslau jedoch.
Nachdem der FC Breslau 98 im Juni 1904 aus dem Verband ausgetreten ist, dafür aber der neu gegründete SC Germania Breslau dem Verband beitrat und zusätzlich der SC Preußen Breslau aus der 2. Klasse aufstieg, spielten erstmals vier Mannschaften um die Meisterschaft.

## 1. Klasse

### Kreuztabelle
| 1904/05              | SC Schlesien Breslau | SV Blitz Breslau | SC Germania Breslau | SC Preußen Breslau |
| -------------------- | -------------------- | ---------------- | ------------------- | ------------------ |
| SC Schlesien Breslau |                      | +0:0 a           | 16:0                | 8:0                |
| SV Blitz Breslau     | 2:2                  |                  | 3:1                 | 5:0                |
| SC Germania Breslau  | 3:5                  | 0:4              |                     | 6:0                |
| SC Preußen Breslau   | 0:9                  | 0:10             | 0:8                 |                    |

### Abschlusstabelle
| Pl. | Verein                  | Sp. | S | U | N | Tore    | Quote | Punkte |
| --- | ----------------------- | --- | - | - | - | ------- | ----- | ------ |
| 1.  | SC Schlesien Breslau    | 6   | 5 | 1 | 0 | 040:500 | 8,00  | 11:10  |
| 2.  | SV Blitz Breslau        | 6   | 4 | 1 | 1 | 024:300 | 8,00  | 09:30  |
| 3.  | SC Germania Breslau (N) | 6   | 2 | 0 | 4 | 018:280 | 0,64  | 04:80  |
| 4.  | SC Preußen Breslau (A)  | 6   | 0 | 0 | 6 | 000:460 | 0,00  | 0:12   |
| 5.  | FC 1898 Breslau b       | 0   | 0 | 0 | 0 | 000:000 | 1,00  | 0:0    |

| (A) | Aufsteiger aus der 2. Klasse |
| (N) | Neu im Verband               |

## 2. Klasse
| Pl. | Verein                  | Sp. | S | U | N | Tore    | Quote | Punkte |
| --- | ----------------------- | --- | - | - | - | ------- | ----- | ------ |
| 1.  | SC Schlesien Breslau II | 4   | 3 | 0 | 1 | 009:400 | 2,25  | 06:20  |
| 2.  | SV Blitz Breslau II     | 4   | 3 | 0 | 1 | 008:700 | 1,14  | 06:20  |
| 3.  | SC Preußen Breslau II   | 4   | 0 | 0 | 4 | 004:100 | 0,40  | 0:80   |
| 4.  | FC 1898 Breslau c       | 0   | 0 | 0 | 0 | 000:000 | 1,00  | 0:0    |
| 5.  | SC 1904 Breslau d       | 0   | 0 | 0 | 0 | 000:000 | 1,00  | 0:0    |
| 6.  | FC 1898 Breslau II e    | 0   | 0 | 0 | 0 | 000:000 | 1,00  | 0:0    |

Entscheidungsspiel Platz 1:
| Datum          |                         | Ergebnis |                          | Ort     |
| -------------- | ----------------------- | -------- | ------------------------ | ------- |
| 30. April 1905 | SC Schlesien Breslau II | 5:2      | SV Blitz 1897 Breslau II | Breslau |